# Bonneau Beach
Bonneau Beach statisztikai település az USA Dél-Karolina államában, Berkeley megyében. Lakosainak száma 1982 fő (2020. április 1.).

## Népesség
A település népességének változása:

| 2010 | 1 929 |
| 2020 | 1 982 |